# Aeroportul Tororo
Aeroportul Tororo (IATA: TRY, ICAO: HUTO) este un aeroport din Regiunea Estică, Uganda ce deservește zona Tororo. A fost numit după zona deservită.
Situat la o altitudine de 1.189 m, aeroportul dispune de o singură pistă.